# Зиганшин, Ильдар Узбекович
Ильдар Узбекович Зиганшин (1 марта 1961, Свердловск) — советский и российский дизайнер и фотограф. Член Союза фотохудожников России. Член Союза дизайнеров России. Автор множества фотографических проектов. Работы находятся в частных коллекциях разных стран. Известен как оформитель музыкальных альбомов групп Свердловского рок-клуба: «Nautilus Pompilius», «Агата Кристи», «Апрельский марш», «Чайф», «Настя» и др.

## Биография
Родился 1 марта 1961 в Свердловске.
1978—1984 — учился в Свердловском архитектурном институте.
1984—1987 — работал архитектором в проектном институте.
1987—1989 — работал в «Союзконструкции».
Активно участвовал в работе Свердловского рок-клуба в 1980-х годах, автор множества фотографий уральских рок-музыкантов, автор оформления музыкальных альбомов известных рок-групп (в том числе «Nautilus Pompilius», «Агата Кристи», «Апрельский марш», «Чайф», «Настя»).
С 1989 — вольнонаёмный дизайнер и фотограф, оформляет музыкальные альбомы, разрабатывает торговые марки, логотипы, занимается полиграфическими проектами.
С 1991 — член Союза фотохудожников России.
С 1996 — член Союза дизайнеров России.
В 1997 году удостоен премии Губернатора Свердловской области за выдающиеся достижения в области литературы и искусства.
Автор множества фотографических проектов. Наиболее известные:
- «People» — обоеполые лица, снятые на протяжении 1983—2000, «народец, как известный, так и не очень»;
- «Любовь моя к русской женщине» (1985—1995) — 12 женских типов с усами, как у S. Dali;
- «Education (Посвящение)» (1987—1990) — сюрреалистические фотоотпечатки с нескольких негативов;
- «Нереальный мир» (1991—1997) — «фотокарточки, похожие на бред»;
- «Жизнь упаковки» (1997) — брошенная промупаковка после её использования.

В 1998 года попытался артикулировать некоторые навыки своего фотомастерства: двойную экспозицию, например — повторно экспонируя один и тот же кадр, Ильдар наснимал странные гибриды девиц и ракушек («Морские» или гаргулий из девушек и автомобилей «Cargirls»).
Персональные выставки работ Зиганшина проходили в России, Канаде, США и других странах. Работы находятся в частных коллекциях.

## Работы

### Музыкальные альбомы (фотографии и/или оформление)
| Год  | Альбом                             | Группа / артист                         | Участие И. Зиганшина |
| ---- | ---------------------------------- | --------------------------------------- | -------------------- |
| 1983 | Переезд                            | Nautilus Pompilius                      | фотографии           |
| 1985 | Невидимка                          | Nautilus Pompilius                      | фотографии           |
| 1986 | Разлука                            | Nautilus Pompilius                      | дизайн               |
| 1986 | Вскрытие                           | Кабинет                                 | фотографии, дизайн   |
| 1987 | Тацу                               | Настя                                   | фотографии           |
| 1989 | Ноа Ноа                            | Настя                                   | фотографии, дизайн   |
| 1989 | Не беда                            | Чайф                                    | фотографии, дизайн   |
| 1990 | Давай вернёмся                     | Чайф                                    | оформление           |
| 1990 | Наугад (выпущен в 1994)            | Nautilus Pompilius                      | фотографии           |
| 1991 | Песни юных женщин                  | Отражение                               | фотографии, дизайн   |
| 1991 | Родившийся в эту ночь              | Nautilus Pompilius                      | фотографии, дизайн   |
| 1991 | Голоса (сборник)                   | Апрельский марш                         | фотографии, дизайн   |
| 1991 | Декаданс                           | Агата Кристи                            | фотографии, дизайн   |
| 1991 | Коварство и любовь                 | Агата Кристи                            | фотографии, дизайн   |
| 1992 | Дым-туман                          | Телевизор                               | фотографии, дизайн   |
| 1992 | Невеста                            | Настя                                   | фотографии, дизайн   |
| 1993 | Дети гор                           | Чайф                                    | фотографии, дизайн   |
| 1993 | Позорная звезда                    | Агата Кристи                            | дизайн               |
| 1993 | Старым девам от молодых кавалеров  | Птица Зу                                | фотографии, дизайн   |
| 1994 | Сержант Бертран                    | Апрельский марш                         | фотографии, дизайн   |
| 1994 | Intermezzo: Digital Generation     | Александр Козлов                        | дизайн               |
| 1995 | New Life Was Still Going On Around | Max Dmitrieff & «Katherine’s Favorites» | фотографии, дизайн   |
| 1996 | Акустика (Лучшие песни)            | Nautilus Pompilius                      | фотографии           |
| 1996 | Бритва                             | Инсаров                                 | фотографии, дизайн   |
| 1996 | Другие города                      | Инсаров                                 | фотографии, дизайн   |